# Luscious Pink
"Luscious Pink" é uma fragrância da grife Elizabeth Arden lançada em Agosto de 2008 sendo a segunda fragrância endorsada por Mariah Carey.
A embalagem é totalmente rosa metálico com o nome manuscrito. O frasco é o mesmo utilizado na fragrância anterior M by Mariah Carey com a diferença deste ser rosa.
Há uma versão de luxo do perfume. e uma outra lançada somente nos mercados Wal-Mart onde o frasco está mais claro com um rosa mais uniforme.
Para promover o perfume foi criado um concurso no qual os participantes desenharam um vestido para a cantora.